# Ludologie
Ludologie (lateinisch ludus ‚Spiel‘ und griechisch λόγος lógos, deutsch ‚Lehre‘, ‚Sinn‘, ‚Rede‘, ‚Vernunft‘) ist die „Lehre“ und Wissenschaft vom Spielen: Spielzeug, Gesellschaftsspiel, analoges Spiel und digitales Spiel.

## Begriff
Die Ludologie bearbeitet einen Teilbereich der Spielwissenschaft. Im Unterschied zu der älteren, breiter angelegten Spielwissenschaften im deutschen Sprachraum fokussiert sich das Interesse der aus dem angelsächsischen Bereich transferierten Disziplin Ludologie vornehmlich auf das digitale Spiel. Sie bezeichnet den noch jungen, transdisziplinären Forschungszweig, der sich an der Schnittstelle von Kultur- und Strukturwissenschaften mit den ästhetischen, kulturellen, kommunikativen, technischen und strukturellen Aspekten des Phänomens „Spiel“ auseinandersetzt. Den Schwerpunkt der Betrachtung bilden dabei Geschichte, Entwicklung, Analyse und Theorie digitaler Spiele.
Der Begriff ist vor allem im angelsächsischen Sprachraum gebräuchlich und wird meist synonym zum Terminus (Video-)Spieltheorie verwendet. In Deutschland wird dieser Begriff zumeist umfassender im Wortsinne „der Lehre vom Spiel“ verstanden in der Bedeutung des kulturbezogenen Menschenbildes des Homo ludens von Johan Huizinga.
Im engeren Kontext der „Ludologie versus Narratologie“-Debatte dagegen bezeichnet Ludologie das Paradigma, in dem das Prinzip der Simulation als das Kernkonzept des Spiels aufgefasst wird. Aus diesem Grund findet alternativ der neutrale Begriff Spieleforschung (englisch Game Studies) Verwendung.
Der engere Spielbegriff der Ludologie zeigt sich auch in der Reduzierung auf das historische Wort Ludus, wohingegen die „Spielwissenschaft“ den gesamten Phänomenkomplex umfasst und erforscht, der sich nach der von ihr erarbeiteten Systematik über die Kategorien ludus (Regelspiele, Sportspiele im Gegensatz zum freien Spiel, Brettspiel), Agon (= Kampfspiel, Sportspiel), Alea (Glücksspiel, Hasardspiel), Mimikri (Maskenspiel, Marionettenspiel), Circenses (Zirkusspiele, Schauspiel) und Ilinx-( = Ritual-)Spiele erstreckt (vgl. Roger Caillois).
Eine weitere Orientierung zum Begriff Ludologie ergibt sich aus der Kategorisierung des amerikanischen Entwicklungspsychologen Uri Bronfenbrenner (1917–2005). Er unterteilt folgende fünf Entwicklungsstufen: Explorationsspiele, Phantasiespiele, Rollenspiele, Konstruktionsspiele und Regelspiele. Als Kind muss sich der Mensch erst unterschiedliche Spielkompetenzen erwerben, bis er so etwas Komplexes wie ein Regelspiel, eine erfundene Ordnung mit regulativen Ideen, mit Freude bewältigen kann. Deutsche Spielwissenschaftler reduzieren die Ludologie nicht allein auf digitale Regelspiele, sondern beziehen diese entwicklungspsychologischen Grundlagen in ihr Erfahrungsobjekt Spiel und ihr Erkenntnisobjekt Spielen mit ein.

## Geschichte
Nachdem bereits die Philanthropen mit GutsMuths oder Basedow im 18. Jahrhundert systematische spielwissenschaftliche Forschung betrieben und Forscher unterschiedlicher Disziplinen wie Herbert Spencer (1865), Moritz Lazarus (1883), Karl Groos (1899) oder Jean Piaget (1975) sich im 19. und 20. Jahrhundert intensiv mit dem Phänomen Spiel auseinandergesetzt hatten, erreichte die Spielwissenschaft mit den Analysen und Erkenntnissen von Friedrich Schiller, Johan Huizinga oder Frederik Jacobus Johannes Buytendĳk erste Höhepunkte der wissenschaftlichen Spieltheorie. Daran konnte die mit dem Aufkommen der Videospiele und des Computerzeitalters entstandene Ludologie anknüpfen und ihren Schwerpunkt im Bereich des digitalen Spiels finden.
Gegen Ende der 1990er-Jahre häuften sich Veröffentlichungen zur Thematik, und es formierte sich eine neue wissenschaftliche Disziplin. Dies war maßgeblich der zunehmenden Etablierung digitaler Spiele, ihren Auswirkungen auf die Gegenwartskultur sowie ihrer wachsenden wirtschaftlichen Bedeutung zu verdanken. Die Bezeichnung „Ludologie“ wurde 1999 durch einen Artikel von Gonzalo Frasca einem breiteren Fachpublikum bekannt.
Im Wintersemester 2015/2016 führte die Universität Bayreuth erstmals in Deutschland den Masterstudiengang Computerspielwissenschaften ein. Lern- und Forschungsschwerpunkte liegen hierbei in den Bereichen Game Studies, Medienwissenschaft, Kulturwissenschaft und Informatik. Im Bachelorstudiengang der Medienwissenschaft und Medienpraxis lässt sich der Fokus auf Computerspiele legen. Seit 2018 besteht an der design akademie berlin, SRH Hochschule für Kommunikation und Design der Bachelorstudiengang Game Studies.

## Status
Die Ludologie als eigenständiger, transdisziplinärer Forschungszweig befindet sich noch im Frühstadium. Sie befasst sich in weiten Teilen zunächst mit Fragen der Kanonbildung und der Einigung auf grundlegende Begrifflichkeiten und Kategorien. Schwierig gestaltet sich dies nicht nur durch die teils hohe Interdisziplinarität, sondern auch aufgrund der vielfältigen Ausprägungen bereits fest im Alltagsgebrauch verschiedener Sprachen verankerter Termini, deren Bedeutung im wissenschaftlichen Kontext neu festgelegt werden muss. Als prägnantes Beispiel dafür mag der Begriff „Spiel“ selbst dienen, über dessen klare Abgrenzung man sich alles andere als einig ist. Wesentliche Beiträge zur Klärung der Definitionsfrage haben 2003 Salen/Zimmerman und Jesper Juul (nicht zu verwechseln mit seinem Namensvetter) geleistet.
Jens Junge schlägt die Orientierung an der historischen Menschheitsentwicklung sowie dem englischen Sprachgebrauch für eine Abgrenzung vor.
1. So wie Tiere spielen auch Menschen (Play).
2. Auf der Grundlage der Sprachentwicklung, sich phantasievoll Dinge vorstellen zu können, die es real nicht gibt, begann die kunstvolle Gestaltung von Spielzeug (Toy) vor ca. 37.000 Jahren.
3. Mit den Gründungen der ersten Städte und der Entstehung von Religionen entstanden die ersten Spiele, Brettspiele (Game) als erfundene Ordnungen.
4. Auf der Grundlage der ersten Zahlungsmittel wurden Glücksspiele veranstaltet (Gambling).
5. Aus dem natürlichen Spiel mit dem eigenen Körper und den Bewegungsspielen entstehen wettkampforientierte Sportspiele.

Der wissenschaftliche Diskurs wird derzeit überwiegend von Akademikern aus angelsächsischen und den nordischen Ländern dominiert. Insbesondere sind deren Bemühungen, für sowohl Forschung als auch Lehre und die Industrie geeignete Institutionen zu schaffen und zu koordinieren, bereits weit fortgeschritten. Neben der hohen Anzahl spielespezifischer Studiengänge, vornehmlich in Großbritannien und den USA, ist dabei vor allem die Einrichtung des Center for Computer Games Research der IT-Universität Kopenhagen (ITU) zu erwähnen, das als Denkfabrik der europäischen Ludologie fungiert. In Deutschland liefert der game - Verband der deutschen Games-Branche seit 2018 mit der gamesmap.de einen Überblick zu allen Akteuren der Branche. Darüber hinaus sind sämtliche in Deutschland von Hochschulen angebotenen Studiengänge rund um die Game-Entwicklung sowie die Ausbildungsangebote der Berufsfachschulen im Ausbildungskompass-Games enthalten.
Im deutschsprachigen Raum ist die Selbstorganisation der Spieleforscher bisher noch eher unverbindlich und multidisziplinär strukturiert. Auch gibt es weniger fundierte Industriekontakte, und die Wirkungsforschung besitzt aus politischen Gründen einen höheren Stellenwert als im Ausland. Die Formierung der AG Computerspiele der Gesellschaft für Medienwissenschaft e. V. ist allerdings ein Anzeichen dafür, dass sich daran in absehbarer Zeit etwas ändern könnte. Erste deutsche Professuren mit entsprechendem Schwerpunkt wurden im Dezember 2002 am Institut für Simulation und Grafik der Universität Magdeburg und im März 2006 auch am Institut für Medien- und Kommunikationswissenschaft der Technischen Universität Ilmenau besetzt. Das Institut für Ludologie wurde an der SRH Berlin School of Design and Communication im Oktober 2014 gegründet. Die Medien greifen inzwischen das menschliche Grundphänomen Spielen häufiger auf, um es zu hinterfragen und nach Erklärungsansätzen zu suchen.

## Forschungsinhalte
Primärer Fokus der Ludologie sind die digitalen Spiele, wofür es neben deren Status als massenkulturellem Phänomen auch prinzipielle Gründe gibt: Der Computer gilt als Universalmedium. Das hat zur Folge, dass nicht nur beliebige traditionelle Spiele auf ihm umgesetzt, simuliert oder computergestützt gespielt werden können, sondern auch eine ganze Reihe von neuartigen Spielen, teils in Kombination mit Inhalten und Techniken anderer Medienformen (z. B. Literatur und Film), nur so möglich wird. Diese Konvergenzentwicklung macht digitale Spiele zum idealen Anschauungsobjekt, um allgemeine Erkenntnisse über das Spielen zu gewinnen, wobei die elementaren Grundlagen des freien Spiels und der Brett- und Kartenspiele als solche identifiziert werden können. Relevante Fragestellungen befassen sich dabei unter anderem mit folgenden Bereichen:
- Geschichte des analogen und digitalen Spiels
- konstituierende Elemente des digitalen Spiels, Definition des entsprechenden Spielbegriffs
- Terminologie zur Beschreibung und Klassifizierung von Spielen und Spielgenres
- Regeln, Spielmechanik/Gameplay
- Cybertext und ergodische Literatur, interaktive Erzählformen, Storytelling
- Spiel als Simulation vs. Spiel als Narration
- Rhetorik des Spiels bzw. Potentiale des Spiels zum politischen Kommentar
- Methodik des Entwurfs von Spielen, Game Design
- perzeptionelle und psychologische Immersion, Immersionsebenen, Flow-Theorie
- Entwicklungsmuster von Charakteren in persistenten Spielwelten
- Lernvorgänge in Spielen, Spielpädagogik, Lernspiele, Stealth Teaching, Game-based Learning, Serious Games
- spatiale Strukturen in digitalen Spielen
- Visualisierung virtueller Welten
- Künstliche Intelligenz in Computerspielen
- Mensch-Computer-Interaktion, Interface-Design
- Wirkungsforschung, Gewalt in Computerspielen
- Sport und Spiel, elektronischer Sport (eSports)
- Communitys und soziale Interaktion in Computerspielen, Videospielkultur
- Videospiele als Kunstform und Mittel künstlerischen Ausdrucks, Machinima
- Spieltherapie als Spezialfeld der Psychologie

## Ludologie vs. Narratologie
Zu Beginn leistete sich die Spielforschung eine hitzig geführte Grundsatzdebatte, deren Auswirkungen in Form von ideologischen Grabenkämpfen teilweise immer noch spürbar sind.

### Narratologen
Ausgangspunkt war der Ansatz einiger Literatur- und Medienwissenschaftler, wie Janet Murray und Celia Pearce, ihr traditionelles Instrumentarium zur Analyse von Texten auf diejenige digitaler Spiele zu übertragen. Zu diesem Zweck werden Spiele als eine weitere Form von Text deklariert, die dann den bekannten Gesetzmäßigkeiten folgt. „Text“ wird hierbei als kommunikatives Generalkonzept verstanden, als universelles Mittel zur „Konstruktion von Sinn“ und umfasst somit auch Theater, Film und beliebige andere Erzählformen; selbst ein Spiel wie Schach wird in diesem Paradigma als Erzählung angesehen.

### Ludologen
Dies wurde von der wachsenden Gruppe von Ludologen um Espen Aarseth kategorisch als unzutreffend abgelehnt; sie setzten stattdessen auf das Prinzip der Simulation, des Agierens „als ob“, als Kern des Spiels an sich:

„Simulation ist das hermeneutische Gegenstück zur Erzählung; der alternative Diskursmodus, bottom-up und emergent, während Geschichten top-down vorgeplant sind. In Simulationen werden Wissen und Erfahrung durch die Aktionen und Strategien des Spielers erzeugt, anstatt vom Schriftsteller oder Filmemacher nachgebildet zu werden.“

Jedes Spiel zeichnet sich danach durch folgende Elemente aus: Regeln (das explizite Regelwerk, aber auch implizite Regeln der Spielmechanik), die Spielwelt (ein materielles/semiotisches System) und das Gameplay (die Ereignisse, welche sich aus der Anwendung der Regeln auf die Spielwelt und die Aktionen der Spieler ergeben).

### Diskurs
Die Heftigkeit der ursprünglichen Debatte erklärt sich in erster Linie aus ihrer Wahrnehmung als Schlüsselkonflikt um die Deutungshoheit des Phänomens „Spiel“. Die Position der Narratologen wurde von den Ludologen als Okkupationsversuch durch das Überstülpen unzulässig verallgemeinerter Konzepte eines fremden Fachgebiets angesehen, was in der Folge zu einer bewussten Radikalisierung und Polemisierung auch der Argumentation einiger Simulationisten führte. Exemplarisch hierfür ist ein in diesem Kontext zu relativer Berühmtheit gelangtes Zitat von Markku Eskelinen:

„If I throw a ball at you, I don't expect you to drop it and wait until it starts telling stories.“

„Wenn ich Ihnen einen Ball zuwerfe, erwarte ich von Ihnen nicht, dass Sie ihn fallen lassen und warten, bis er anfängt, Geschichten zu erzählen.“

Vorherrschend in der internationalen Spielforschung ist mittlerweile eine gemäßigte ludologische Sichtweise. Diese erkennt neben der Simulation als Grundprinzip des Spiels die Nützlichkeit einer traditionell textuellen Analyse von Spielinhalten zwar durchaus an, allerdings nur dann, wenn auch originär narrative Elemente vorhanden sind, was für viele Spiele, wie z. B. Schach oder Tetris, verneint wird.

### Aufsätze
- Jens Junge, Steffen Tröger, Stefanie Talaska, Jonas Vossler: Spielerisches Gestalten – Ludologie als transdisziplinärer Forschungsansatz. In: Dörte Schultze-Seehof/Jörg Winterberg: Herausforderungen Management. Heidelberg 2016, S. 100–131.
- Special Issue on the Philosophy of Computer Games, Patrick John Coppock, Graeme Kirkpatrick, Olli Tapio Leino, Anita Leirfall: „Introduction to the Special Issue on the Philosophy of Computer Games“, in: Philosophy & Technology 27/2, 2014, S. 151–157, doi:10.1007/s13347-014-0152-0.
- Espen Aarseth (2004): Genre Trouble, in: electronic book review, 21. Mai 2004.
- Jesper Juul: The Game, the Player, the World: Looking for a Heart of Gameness. In Level Up: Digital Games Research Conference Proceedings, edited by Marinka Copier and Joost Raessens, 30-45. Utrecht: Utrecht University, 2003.
- Jesper Juul: The Open and the Closed: Games of emergence and games of progression. In Frans Mäyrä (Hrsg.): Computer Game and Digital Cultures Conference Proceedings. Tampere University Press, 2022, S. 323–329.
- Gonzalo Frasca: Ludology Meets Narratology: similitudes and differences between (video)games and narrative. Originally published in Finnish as Ludologia kohtaa narratologian in Parnasso, 3: 1999.

### Online-Zeitschriften
- Eludamos: Journal for Computer Game Culture
- Game Studies: The International Journal of Computer Game Research
- Game Research: The Art, Business and Science of Computer Games
- Paidia: Zeitschrift für Computerspielforschung

### Forschungsinstitute
- Institut für Ludologie, SRH University, Campus Berlin
- Center for Computer Games Research, IT University of Copenhagen
- Digital Games Research Association (DiGRA)
- Game Research Lab, University of Tampere
- Institut für Spielforschung am Mozarteum, Salzburg, Österreich

### Blogs
- Jesper Juul: The Ludologist